# Мальцев Віктор Михайлович
Віктор Михайлович Мальцев (нар. 17 листопада 1948, Москва, СРСР) — радянський український футболіст та тренер російського походження, виступав на позиція півзахисника.

## Кар'єра гравця
Футбольну кар'єру розпочав 1975 року в смілянському «Локомотива». У 1978 році перейшов до київського «Більшовика». У 1979 році виступав за «Автомобіліст» (Баришівка) у чемпіонаті Київської області серед колективів ДСТ «Колос», але в 1980 році повернувся до «Більшовика», у складі якого незабаром завершив кар'єру.

## Кар'єра тренера
По завершенні кар'єри гравця розпочав кар'єру тренера. У 1987 році працював головним тренером київського СКА.

## Особисте життя
Брат, Костянтин Мальцев, також футболіст, відомий своїми виступами за полтавський «Колгоспник».